# 日本経済復活の会
日本経済復活の会（にほんけいざいふっかつのかい）とは、小野盛司の働きかけで衆議院議員の牧野聖修、経済学者の宍戸駿太郎と小野盛司が日本経済の復活のために共同で立ち上げた会であり、会長は小野盛司である。著名な幹事として、政治経済評論家の池戸万作がブレーンを務めている。
この会の名称の英語表記は、Association for Japanese Economic Recovery (AJER）である。

## 発足の経緯
2002年に小野盛司は、デフレ経済で没落しつつある日本経済を復活するには、マクロ計量経済学に基づいたシミュレーションを駆使し経済活性化の方法を探るしかないと考えた。そこで小野盛司はこの分野で日本の第一人者である宍戸駿太郎先生に協力を依頼し、更に牧野聖修衆議院議員も加わり3名で会を立ち上げた。

## マクロ計量経済シミュレーションの実施
経済モデルを開発しているシンクタンク数社と日本経済復活の会の小野会長が交渉した結果、日経新聞社のNEEDS日本経済モデルを使って計算することにした。他にもモデルを開発しているシンクタンクはあるが、使用料が高額なこともあり、日本経済復活の会が単独で数社のモデルを使用して比較するのは無理であり、他のグループに計算を行ってもらうのを待つしか無い。NEEDS日本経済モデルによる計算結果は、景気は大きく改善するがインフレ率はそれほど高まらないというものだった。この結果を、世界を代表するノーベル経済学賞受賞者はどのように考えるか、計算結果を送って聞いてみた。

## シンポジウムおよび講演会の実施
出典：

### シンポシウム2004
2004年10月19日にローレンス・クライン教授を招き九段会館でシンポシウムを開催した。ケン・コーポレーションの田中健介社長の資金協力を得た。登壇者はクライン教授に加え小野盛司、宍戸駿太郎元筑波大学副学長、リチャード・クー野村総研主席研究員、牧野聖修衆議院議員、田中健介ケン・コーポレーション社長であった。高村正彦衆議院議員、伊藤達也金融担当大臣などから祝電があった。Financial Times でも大きく紹介された。

### 日本を代表する財界人を集めて講演
野呂田芳成氏による満芳会で日本を代表する会社の社長・会長などを集め講演を行った。

### 米国財務省での講演
米国のスノー元財務長官に当会のシミュレーション結果を送り積極財政の必要性を説明した。直ぐに賛成する手紙を受け取った。その後、日本経済復活の会の会長の小野盛司は米国財務省に行き、講演を行った。

### 日本経済復活のシナリオを語る会を開催
2006年9月28日に黒田昌裕内閣府経済社会総合研究所所長、元米国ハーバード大学客員教授を招いて講演を行って頂いた。その後、約100名が参加し懇親会が行われた。

### 会長がNHKの番組編成会議と清和政策研究会で講演
2008年9月6日、小野会長がNHKの番組編成会議で講演と質疑応答を行った。出席者は三宅民夫アナウンサー等１０名のスタッフだった。
2009年2月19日、清和政策研究会で講演を行った。 2014年9月24日、新時代戦略研究所（INES）でディスカッションを行った。 ディスカッションに加わったのは青山学院大学教授榊原英資、第一生命経済研究所熊野英生であった。

## 意見広告の実施

### 朝日新聞と読売新聞に意見広告
2007年10月26日に朝日新聞に意見広告を出し、この広告で、戦後最長の経済成長と言っていたマスコミの論調が一気に「衰退する日本」との認識が変わった。
2010年6月22日に読売新聞に意見広告を載せ、積極財政で財政が健全化するというシミュレーション結果の詳細を説明した。

## 政治家への働きかけ

### 質問主意書とその答弁
日本経済復活の会では、多数の国会議員と話し合いを重ね、意見が一致した場合、議員の名前で質問主意書を提出して頂いていて、その一覧と答弁書の一覧を公表している。

### 国会などでの日本経済復活の会への言及
- 2010年8月10日　自見内閣府特命担当大臣閣議後記者会見　「日本経済復活の会は、私も後援をさせていただくことを大変光栄に思っています。」と自見大臣が述べた。[5]
- 2013年4月11日　福田昭夫議員が、内閣委員会にて日本経済復活の会が作成した「来年の消費税増税で不況に逆戻り」との表題の資料を用いて説明した。[6]
- 2013年6月4日　福田昭夫議員が、総務委員会にて「「日本はここまで貧乏になった」ということで、日本経済復活の会の小野盛司会長が書いた本」に基づいて、小泉改革を批判した。[7]

## Channel AJERの開始

### 2013年よりChannel AJERがスタート
Channel AJERは日本経済復活の会の主張を広めるため、小野盛司を会長としてスタートした。様々な識者に講演を行ってもらい動画で配信している。小野盛司はこれまでに約１００回の講演を行っている。その後、運営は栗山氏に引き継がれている。

## 定例会の開催

### 過去の定例会
日本経済復活の会では、毎月講師を招いて講演を行っている。ただし、小野盛司は毎回講師の一人として講演を行っている。２０２３年現在１５５回定例会は開かれ、安倍晋三、亀井静香、宍戸駿太郎、森永卓郎、綿貫民輔、平沼赳夫、渡辺喜美などの方々が講演を行っている。

## 日本経済復活の会の主張
失われた３０年と言われるように、日本経済は急速に衰退しつつある。なぜ日本は驚異的に発展していた国から、世界で最も成長しない国の一つになったのか。それはバブルの発生とその後のバブル潰しが原因になったのは明かだ。バブル崩壊によって地価や株の値下がりによって日本は千数百兆円の資産を失ってしまった。それによってデフレとなり、デフレマインドが定着してしまった。経済を回していたお金のうち千数百兆円が消えてしまった。政府の失敗は徹底したバブル潰しと、その後財政赤字を極端に恐れて失われたお金を補充しようとしなかったことだ。バブル崩壊で大損害を被った企業は警戒して新たな投資には慎重になり、個人は消費を控えそれが更に企業業績を悪化させ、日本を成長しない国にしてしまった。今政府に求められることはデフレを完全に脱却し、デフレマインドを払拭することだ。
実際それが可能であるということは、マクロ計量経済学に基づくシミュレーションによって示されている。その詳細はここを参照して頂きたい。 我々は日経新聞社と契約し、NEEDS日本経済モデルを使って計算を行った。モデルは一つだけであり、誰が計算しても全く同じ答えが求まる。我々は20年以上前からこの計算を行っており、２０年前も今も結論は全く変わっていない。20年前の計算結果は 『これでいける日本経済復活論』小野盛司（2003）
に示されている。もし我々の提言に従って財政支出を拡大していたら、今頃はGDPが1000兆円を超す経済大国になっていたであろう。過去２０年間で、これらの計算結果を説得力のある方法で批判した人は誰もいない。今からでも遅くない。この提言に従って財政支出を拡大し、日本を再び発展する国にしようではないか。それは次世代、次々世代の日本人に計り知れないほどの繁栄をもたらすに違いない。

## 幹事による不祥事
政治経済評論家を自称する幹事池戸万作による相次ぐ不祥事。
- 支持者女性へのセクハラDM事件

- 1万円札複製事件

- 供託金詐取疑惑

- 支持者女性との不倫疑惑

- 特商法違反

特商法上必要な事業者表記(住所、氏名、電話番号)をせずに、有料セミナーを開催した疑惑。

## 著書
- 『お金がなければ刷りなさい』中村慶一郎、小野盛司 ナビ出版（2008）
- 『ヘリコプターマネーで日本経済が蘇る』小野盛司（2009）
- 『ベーシックインカム日本経済復活論』小野盛司、荒井潤、増山麗奈、山下元（2022）
- 『日本はここまで貧乏になった』小野盛司]
- 『労働はロボットに、人間は貴族に』小野盛司]